# تونل (استانبول)
تونل (انگلیسی: Tunnel) یک خط قطار کابلی در استانبول، ترکیه است.
این خط در سال ۱۸۷۵ میلادی به طول ۵۷۳ متر Inaugurated on January 17, 1875, میان دو منطقه بی‌اوغلو و قره‌کوی ساخته شده است.

## نگارخانه

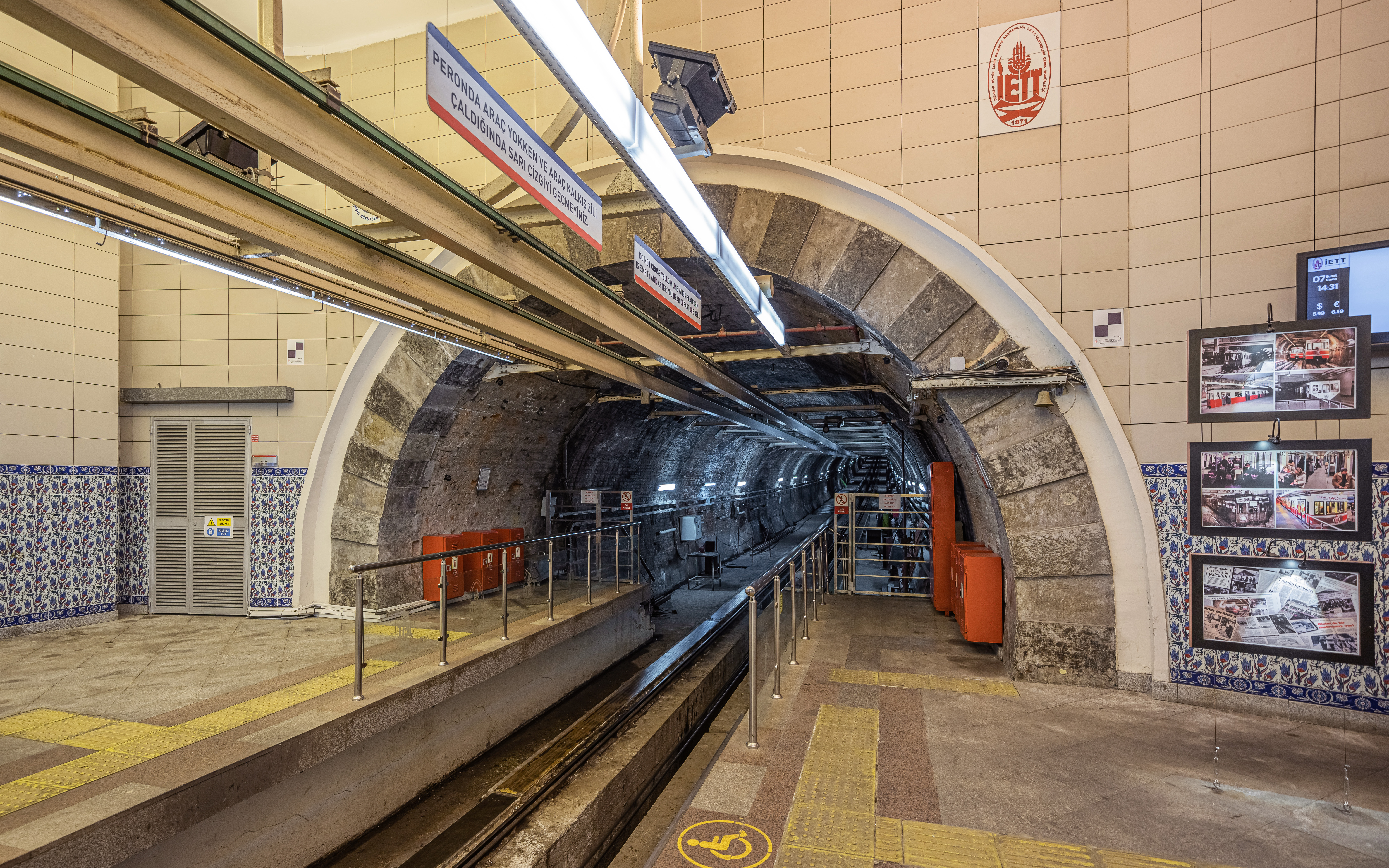
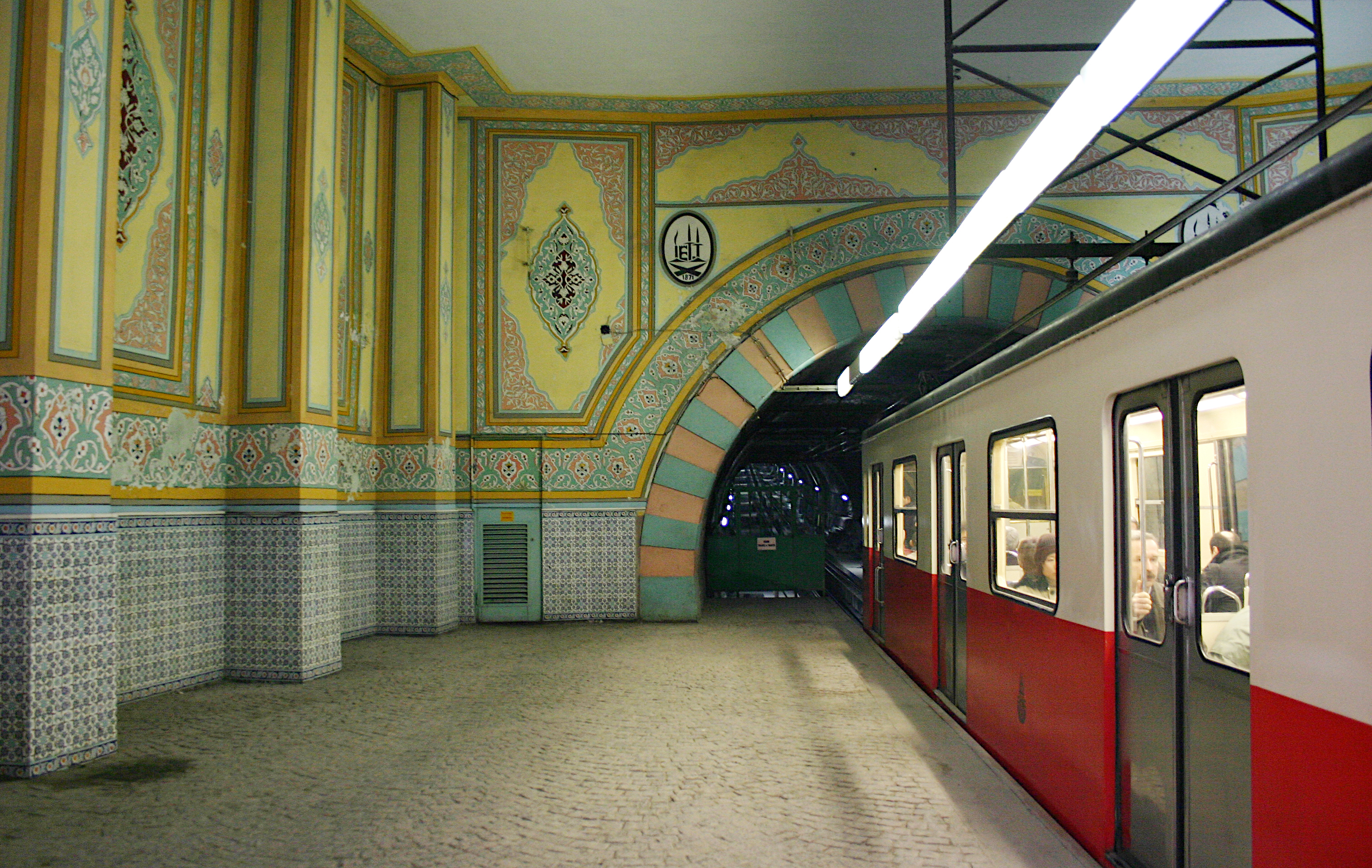
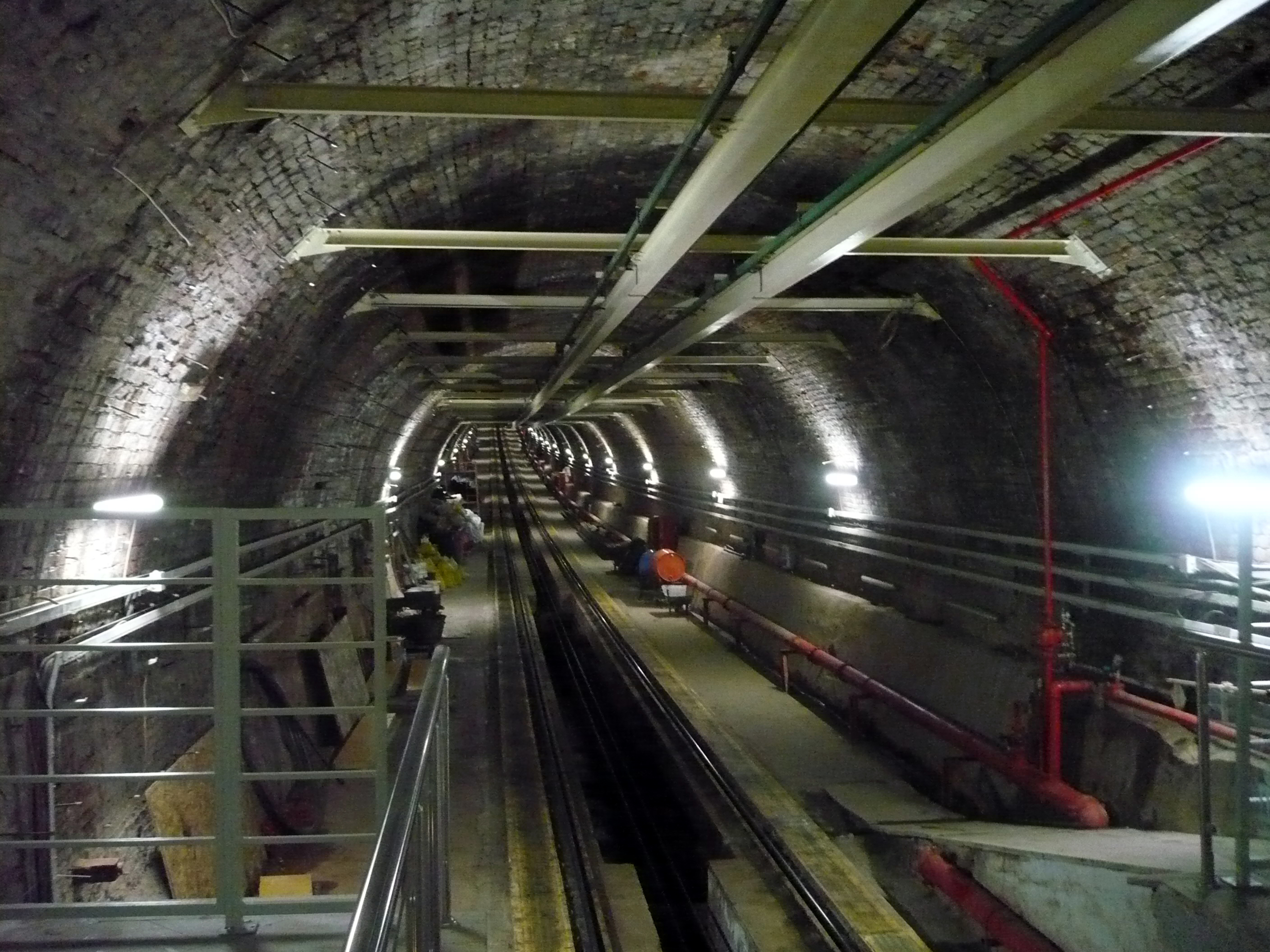
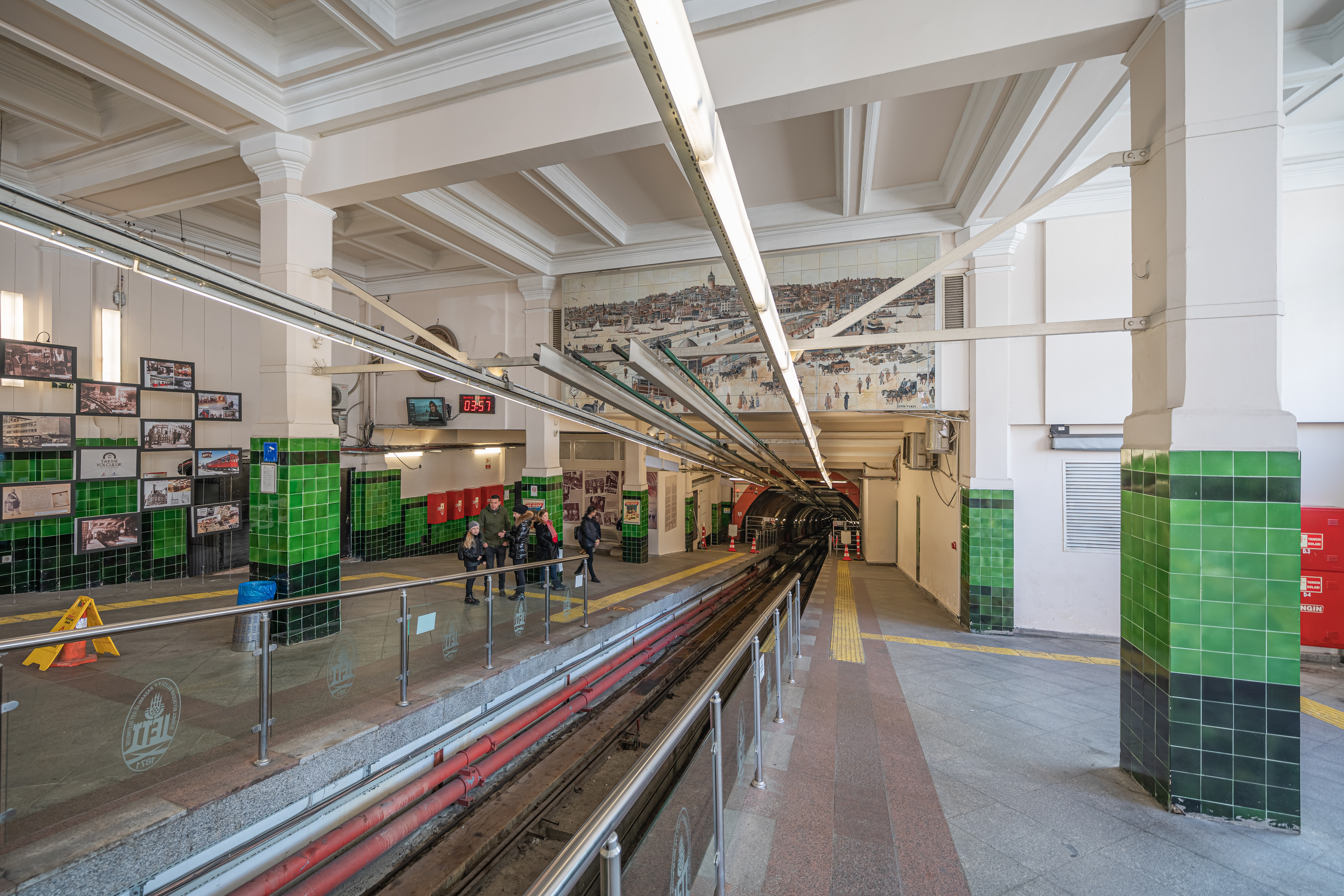
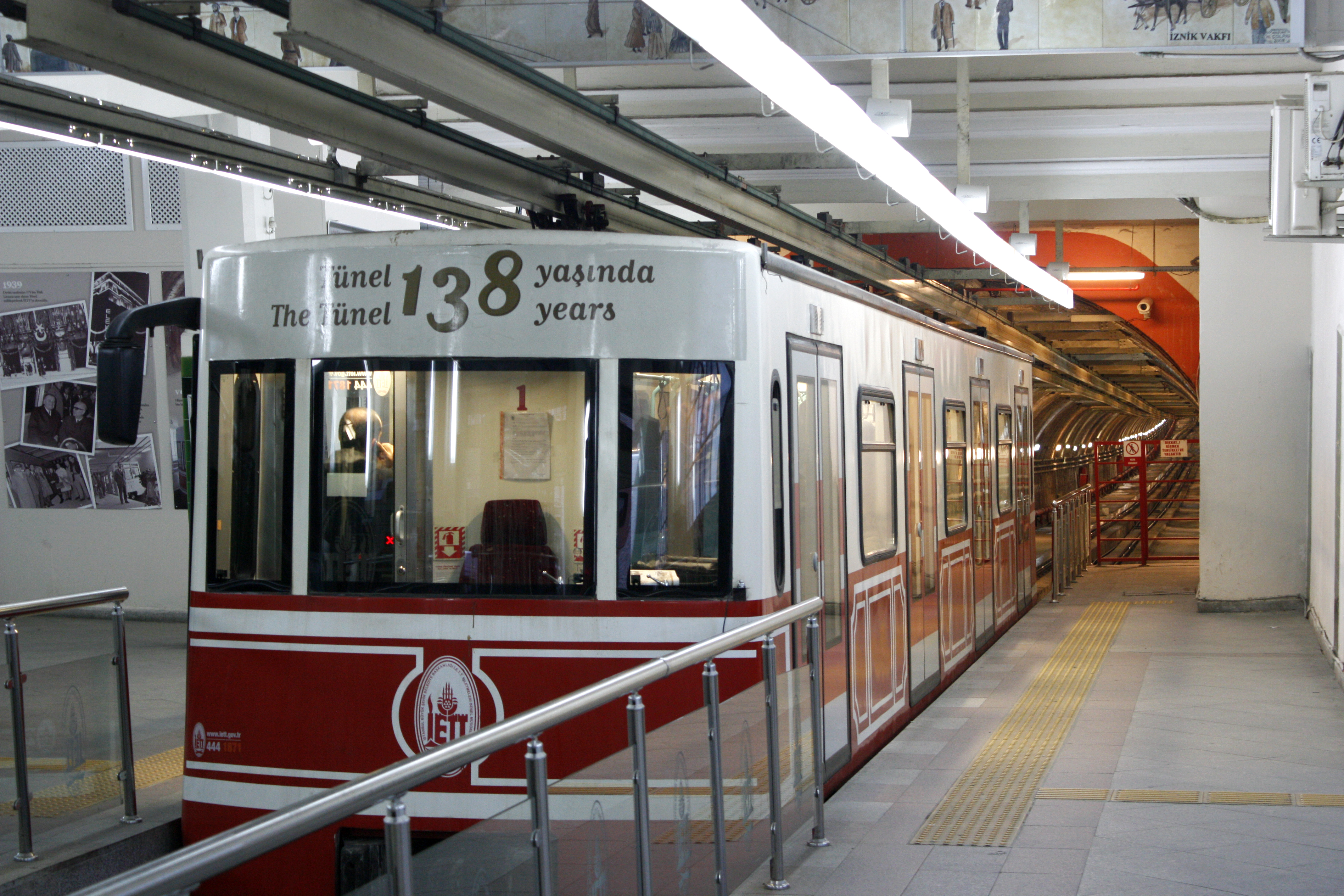

- Video of the funicular